# Larisa Koerkina
Larisa Nikolajevna Koerkina (Russisch: Лариса Николаевна Куркина) (Brjansk, 18 december 1973) is een Russische langlaufster. 

## Biografie
Koerkina won in 2005 met de Russische ploeg de zilveren medaille tijdens de Wereldkampioenschappen.
Koerkina behaalde een jaar later olympisch goud op de estafette in Turijn.
In 2004 won Koerkina haar enige wereldbekerwedstrijd, zij was de sterkste op het onderdeel sprint.

## Belangrijkste resultaten

### Olympische Winterspelen
| Editie | Plaats | Resultaten            |
| ------ | ------ | --------------------- |
| 2006   | Turijn | 19e 10 km · estafette |

### Wereldkampioenschappen langlaufen
| Jaar | Plaats     | Resultaten                                                            |
| ---- | ---------- | --------------------------------------------------------------------- |
| 2005 | Oberstdorf | 2e sprint klassiek · 9e achtervolging · 5e 30 km klassiek · estafette |